# Hacking (Wien)

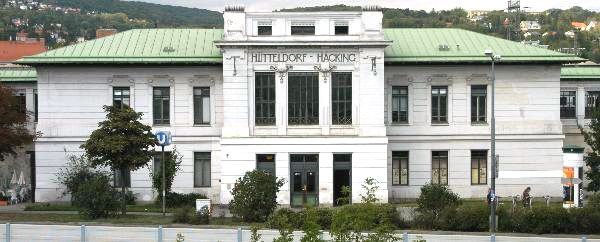
Der Bahnhof Hütteldorf (bis 1981 Hütteldorf-Hacking) gehört teilweise zur Katastralgemeinde Hacking, insbesondere das hier abgebildete Aufnahmsgebäude

Hacking und Umgebung um 1872 (links unten), Aufnahmeblatt der Landesaufnahme

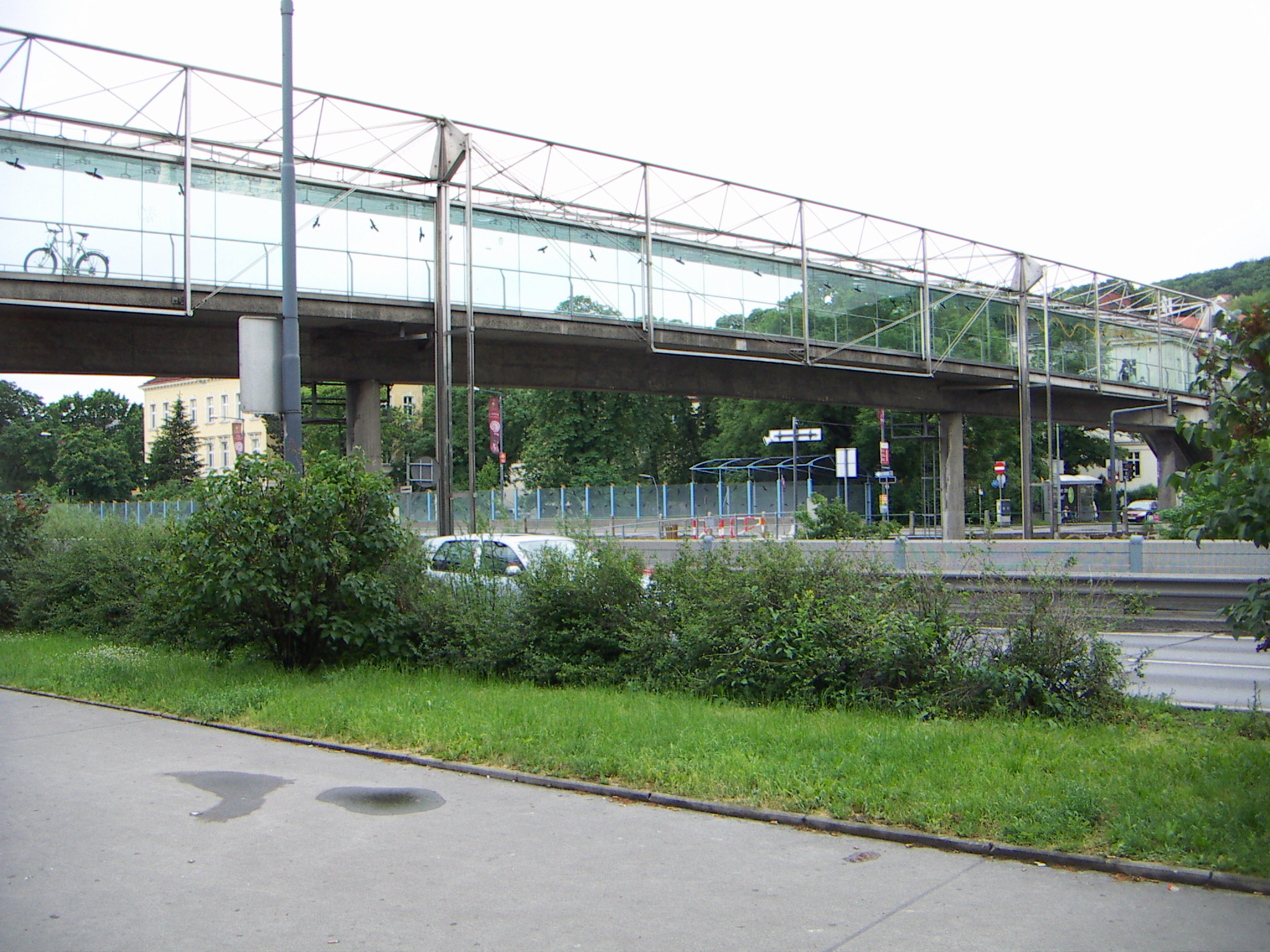
Hackinger Steg bei der U4 Hütteldorf

Hacking ist ein ehemaliger Vorort und nunmehriger Bezirksteil des 13. Wiener Gemeindebezirks, Hietzing, sowie eine der 89 Wiener Katastralgemeinden.
Ein kleiner Teil der Katastralgemeinde (im Bereich des Bahnhofs Hütteldorf) gehört zum 14. Gemeindebezirk, Penzing.

## Lage
Hacking liegt am rechten Ufer des Wienflusses am westlichen Stadtrand von Wien. Hacking grenzt nördlich an Hütteldorf, östlich an Ober Sankt Veit und wird im Südwesten vom Lainzer Tiergarten (Katastralgemeinde Auhof) begrenzt.

## Geschichte
Hacking wurde erstmals 1156 als Hacingen nach Markwardus de Hacingen, einem Gefolgsmann des Markgrafen Heinrich II von Babenberg, erwähnt. Der Ort entstand am Hang des Hackinger Berges (heute Hagenberg) unterhalb der Hackinger Burg, die erstmals im 13. Jahrhundert erwähnt wurde und sich auf einen Grundherrn Haggo zurückführen lässt. Die letzten drei Bürgermeister waren Vinzenz Hess (1851–1879), Gustav Seidel (1880–1887) und Michael Pfeiffenberger (1888–1891). 1892 wurde Hacking zum 13. Wiener Gemeindebezirk, Hietzing, eingemeindet. Die 1938 gezogene Bezirksgrenze trennte Hacking in zwei Teile, insbesondere der südliche Teil des Bahnhofs Hütteldorf mit dem historischen Aufnahmsgebäude und das östlich angrenzende Industriegrundstück zur Deutschordensstraße hin (heute Morawa Buchauslieferung und Parkdeck) kamen zum neu gebildeten 14. Bezirk.
Die Wienflussverbauung und die dadurch an den Fluss herangerückte Verkehrsader der Westeinfahrt stellen eine deutliche Begrenzung des Bezirks nach Norden dar, die historisch so nicht gewachsen ist. Der Bau der Westbahn und die Anbindung durch den Bahnhof Hütteldorf ließen auch den Bezirksteil Hacking in der zweiten Hälfte des 19. Jahrhunderts für die Stadtentwicklung interessant werden, wovon einige Gründerzeitvillen im Bereich der Auhofstraße und das Sanatorium Hacking (heute St. Josef Krankenhaus Wien) zeugen.
Markantestes Bauwerk ist der Konvent der Dominikanerinnen mit seinen Schulen, der Komplex reicht nach Ober Sankt Veit hinein. Der Lainzer Tiergarten ist durch das Nikolaitor an der Ecke Himmelhofgasse / Nikolausgasse erreichbar und seit dem 20. Jahrhundert für die Bevölkerung geöffnet. Der Himmelhof hatte, als es noch die Skisprungschanze gab, ebenfalls Bedeutung als Ski- und Naherholungsgebiet.
Der zentrale Teil von Hacking ist von der Stadt Wien als bauliche Schutzzone definiert.
Die Auhofstraße und die Schlossberggasse nach Ober Sankt Veit sowie die Westeinfahrt (Hackinger Kai beziehungsweise Bundesstraße 1) stellen die wichtigsten Verkehrsadern des Bezirksteiles dar.

## Persönlichkeiten
- Max Mell (1882–1971), Dichter, lebte ab 1919 in Hacking; nach ihm wurde 1985 der Max-Mell-Park an der Erzbischofgasse benannt.